# Résiste
Pour les articles homonymes, voir Résiste (homonymie).
Singles de France Gall
Les Aveux
(1980) Diego libre dans sa tête
(1981)
Pistes de Tout pour la musique
La Prière des petits humains Amor también (Tout le monde chante)
Singles de Jenifer
Poupée de cire, poupée de son
(2013) Évidemment
(2013)
Pistes de Ma déclaration
Diego libre dans sa tête Besoin d'amour
Résiste est une chanson interprétée par France Gall, paroles et musique de Michel Berger, sortie en single en 1981, puis sur l'album Tout pour la musique la même année. Le 45 tours se vend à plus de 500 000 exemplaires.

## Versions
Elle a été composée dans la maison du couple à Vasouy, près d'Honfleur (Normandie).
La chanson est sortie en 1981, puis a été réenregistrée et réorchestrée par France Gall pour son album France (1996). Il existe plusieurs variantes du single sorti en novembre 1981 : le premier avec Resiste en face B de Tout pour la musique et une seconde, tout en gardant la photo, avec une pochette bordée en or, mettant en avant Résiste, qui est cette fois-ci placé en face A.
Cette chanson fait partie de l'album Ma déclaration que la chanteuse Jenifer consacre aux reprises de succès de France Gall en 2013. Elle en est le deuxième single. 
Ensuite, la chanteuse Joyce Jonathan la reprend sur l'album collectif féminin Chanter pour celles enregistré au profit de l'association caritative SAMU social (mars 2014).

## Clip
Un clip est réalisé en 1997 à l'occasion d'un remix de la chanson par France Gall.

## Au cinéma
La chanson est mimée par l'actrice Sabine Azéma dans le film On connaît la chanson d’Alain Resnais (1997).
La chanson est aussi utilisée dans 20 ans d'écart de David Moreau (2013).

## Classements
| Classement (2018)            | Meilleure place |
| ---------------------------- | --------------- |
| France (SNEP)                | 34              |
| France (SNEP Téléchargement) | 2               |
| Suisse (Schweizer Hitparade) | 93              |